# Estadio Departamental Libertad
Das Estadio Departamental Libertad ist ein Fußballstadion in der kolumbianischen Stadt Pasto. Es bietet Platz für 20.665 Zuschauer und dient dem kolumbianischen Erstligisten Deportivo Pasto als Heimstätte. Das Stadion ist im Besitz des Departamentos Nariño.

## Geschichte
| Estadio Departamental Libertad |

| Lokalisierung von Nariño in Kolumbien |

Das Estadio Departamental Libertad wurde im Jahre 1955 während der Regierungszeit des Diktators Gustavo Rojas Pinilla fertiggestellt. Zunächst hieß es nach dem Datum der Machtergreifung von Rojas Pinilla Estadio 13 de Junio, wurde aber drei Jahre später nach dessen Absetzung in Estadio Departamental Libertad umbenannt. Es liegt im Süden der Stadt Pasto.
In den 1970er Jahren wurde das Stadion um eine Westkurve erweitert. Anlässlich der Juegos Nacionales wurde das Stadion 2000 umgebaut. Eine zweite Phase der Modernisierung erfolgte 2005 bis 2006 und eine dritte Phase 2007 wegen der erstmaligen Teilnahme von Deportivo Pasto an der Copa Libertadores. Bei der bislang letzten Renovierung wurde es geschafft, das Stadion zu schließen.
Im Jahr 2019 werden umfangreiche Modernisierungsarbeiten am Stadion vorgenommen, weswegen Deportivo Pasto für ein Jahr nach Ipiales ausweichen muss.